# Kaya Turski
Hannah Kaya Turski (Montreal, 3 de mayo de 1988) es una deportista canadiense que compitió en esquí acrobático, especialista en la prueba de slopestyle.
Ganó dos medallas en el Campeonato Mundial de Esquí Acrobático, oro en 2013 y plata en 2011. Adicionalmente, consiguió siete medallas en los X Games de Invierno.

## Medallero internacional
| Campeonato Mundial | Campeonato Mundial           | Campeonato Mundial | Campeonato Mundial |
| Año                | Lugar                        | Medalla            | Prueba             |
| ------------------ | ---------------------------- | ------------------ | ------------------ |
| 2011               | Deer Valley (Estados Unidos) | Medalla de plata   | Slopestyle         |
| 2013               | Oslo/Voss (Noruega)          | Medalla de oro     | Slopestyle         |

| X Games de Invierno | X Games de Invierno    | X Games de Invierno | X Games de Invierno |
| Año                 | Lugar                  | Medalla             | Prueba              |
| ------------------- | ---------------------- | ------------------- | ------------------- |
| 2009                | Aspen (Estados Unidos) | Medalla de bronce   | Slopestyle          |
| 2010                | Aspen (Estados Unidos) | Medalla de oro      | Slopestyle          |
| 2011                | Aspen (Estados Unidos) | Medalla de oro      | Slopestyle          |
| 2012                | Aspen (Estados Unidos) | Medalla de oro      | Slopestyle          |
| 2013                | Aspen (Estados Unidos) | Medalla de plata    | Slopestyle          |
| 2013                | Tignes (Francia)       | Medalla de oro      | Slopestyle          |
| 2014                | Aspen (Estados Unidos) | Medalla de oro      | Slopestyle          |